# Asplenium hopei
Asplenium hopei är en svartbräkenväxtart som beskrevs av Ronald Louis Leo Viane och Reichst. Asplenium hopei ingår i släktet Asplenium och familjen Aspleniaceae. Inga underarter finns listade.